# Nowokrutschininski
Nowokrutschininski (russisch Новокручи́нинский) ist eine Siedlung städtischen Typs in der Region Transbaikalien (Russland) mit 10.166 Einwohnern (Stand 14. Oktober 2010).

## Geographie
Die Siedlung liegt etwa 35 Kilometer Luftlinie südöstlich der Regionshauptstadt Tschita, am linken Ufer des Amur-Quellflusses Ingoda, am südlichen Ende seines Durchbruchstals durch den Hauptkamm des Tscherskigebirges, gegenüber der Einmündung des Nebenflusses Olengui.
Nowokrutschininski gehört zum Rajon Tschita. Die Siedlung bildet eine Stadtgemeinde (gorodskoje posselenije), zu der keine weiteren Ortschaften gehören.

## Geschichte
Das sechs Kilometer nördlich der Siedlung gelegene Dorf Krutschina wurde erstmals 1735 in den Reiseberichten Stepan Krascheninnikows erwähnt. An Stelle des heutigen Ortes existierte gegen Ende des 19. Jahrhunderts die kleine Siedlung Beloglinowka, am gegenüber liegenden Ufer der Ingoda etwas oberhalb das Dorf Alexandrowka. Nach dem Bau des am Ort vorbeiführenden Abschnittes der Transsibirische Eisenbahn 1900 wurde dort 1904 die Bahnstation Rasjesd Nr. 61 eröffnet.
In der sowjetischen Periode entstand in den 1920er-Jahren eine größere, neue Siedlung, die zunächst einfach Nowaja hieß, also „Neue Siedlung“. 1929 erhielt auch die mittlerweile ausgebaute Bahnstation diesen Namen. 1937 kam die heutige Bezeichnung in Gebrauch, die auf den Namen des ursprünglichen Dorfes Bezug nimmt.
1958 erhielt der Ort den Status einer Siedlung städtischen Typs.

### Bevölkerungsentwicklung
| Jahr | Einwohner |
| ---- | --------- |
| 1959 | 4.773     |
| 1970 | 7.759     |
| 1979 | 9.375     |
| 1989 | 11.070    |
| 2002 | 9.817     |
| 2010 | 10.166    |

Anmerkung: Volkszählungsdaten

## Wirtschaft und Infrastruktur
Nowokrutschininski ist Zentrum der Forstwirtschaft (Olenguiski leschos) und der holzverarbeitenden Industrie.
Durch Nowokrutschininski führen der Transbaikal-Abschnitt der Transsibirischen Eisenbahn (Station Nowaja; Streckenkilometer 6240 ab Moskau) sowie die Fernstraße A166, die Tschita mit der Grenze zur Volksrepublik China bei Sabaikalsk verbindet.